# Bad Krozingen
Bad Krozingen est une ville allemande située dans le Bade-Wurtemberg, dans l'arrondissement de Brisgau-Haute-Forêt-Noire.

## Histoire
| Appartenances historiques Duché d'Autriche 1386–1453 Archiduché d'Autriche 1453–1805 Électorat de Bade 1805–1806 Grand-duché de Bade 1806–1918 République de Weimar 1918–1933 Reich allemand 1933–1945 Allemagne occupée 1945–1949 Allemagne 1949–présent |

Cet endroit est déjà mentionné sous le nom de « Scrozzinca » issu du nom de la tribu des Crozzo en 807 dans les documents du monastère de Saint Gallen. Par la suite, une autre famille importante s'y établit : les Litschgi, une famille de commerçants qui s'est enrichie grâce à l'exploitation de minerais et dont l'hôtel particulier existe toujours au centre de la ville.

## Curiosités

### La chapelle
La chapelle romane possède d'anciennes fresques qui ont été découvertes en 1936 par hasard par un curiste passionné d'art. Elle fait partie des plus anciennes constructions du bas Moyen Âge en Brisgau.

### Les bains
La ville est réputée pour ses bains chauds dont les sources ont été découvertes par hasard en 1911 lors d'une recherche de pétrole. Leur exploitation a transformé le petit village en une ville. Le mot « bad » est ajouté en 1933 au nom de la ville par référence aux eaux thermales curatrices.

## Jumelages
- Gréoux-les-Bains (France) depuis 1985 ;
- Esparron-de-Verdon (France) depuis 1985 ;
- Naoiri (en) (Japon) depuis 2004.